# Neptunea smirnia
Neptunea smirnia är en snäckart som först beskrevs av Dall 1919.  Neptunea smirnia ingår i släktet Neptunea och familjen valthornssnäckor. Inga underarter finns listade i Catalogue of Life.